# Oenothera oakesiana
Oenothera oakesiana — вид квіткових рослин з родини знітових (Onagraceae). Ареал: США, Канада; інтродукція: Європа, Китай.

## Середовище
Населяє піщані прибережні луки та дюни, гравійні або скелясті ділянки вздовж річок, порушені ділянки, узбіччя доріг.

## Біоморфологічна характеристика
Трав'яниста, волосиста, дворічна рослина. Стебла від прямовисних до лежачих, зелені або з червоним на проксимальних частинах або на всьому протязі, нерозгалужені або кущисті та розгалужені від основи, з бічними гілками, що починаються похило або дугоподібно від розетки, 10–60 см. Листки в прикореневій розетці та стеблові; прикореневі 8–30 × 0.5–3 см, стеблові 3.5–20 × 0.5–2.7 см, пластина від сірувато-зеленого до тьмяно-зеленого кольору, від дуже вузько-зубчастої до вузько-оборотнеланцетної або вузькоеліптичної форми, краї плоскі, неповні або віддалено зубчасті, зубці іноді тупі, іноді вигнуто-зубчасті проксимально. Суцвіття зазвичай відігнуті. Квіти розкриваються на заході сонця; чашолистки від зелених до жовтих, вкриті червоними та темно-червоними крапками або червоними смугами, 9–17 мм; пелюстки від жовтих до блідо-жовтих, зникаюче-жовто-білі до блідо-жовто-помаранчевих, дуже широко зворотносерцеподібні, 7–20 мм. Коробочки у висиханні зазвичай іржаво-коричневі, від вузьколанцетоподібних до ланцетоподібних, 15–40 × 4–8 мм, вільні кінчики стулок 0.5 мм. Насіння 1.1–1.2 × 0.8–1 мм. Цвітіння: червень — серпень. 2n = 14.